# Sombrero cordobés

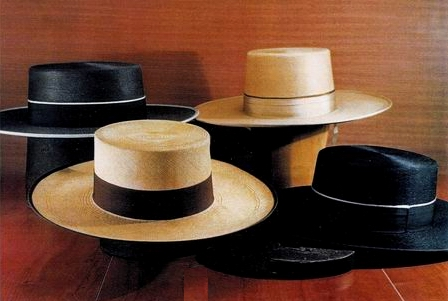
Sombrero cordobés

Il sombrero cordobés è un cappello tradizionale realizzato nella città spagnola di Cordova e tradizionalmente indossato in gran parte dell'Andalusia.

## Caratteristiche
Sebbene il sombrero cordobés non abbia misure standard, l'altezza della corona può variare da 10 a 12 centimetri e la larghezza della tesa può variare da 8 a 12 centimetri. Sebbene il colore tradizionale sia il nero, altri colori comuni includono rosso, grigio perla, verde mare e blu navy.

## Storia
L'origine del cappello non è chiara e già disegni del XVII secolo mostrano lavoratori a giornata che indossano questo tipo di cappello, che divenne sempre più diffuso tra la fine del XIX e l'inizio del XX secolo. 
Tra le persone note che hanno indossato il sombrero cordobés ci sono il cantante di flamenco Juanito Valderrama, il rejoneador Antonio Cañero e il matador Manolete. Anche i Beatles, durante la loro visita in Spagna, lo hanno indossato come simbolo del paese e l'ex giocatore Finidi George lo indossava durante i festeggiamenti dopo aver segnato un gol durante la sua permanenza al Betis Siviglia.